# Malina (album)
Malina è il quinto album in studio del gruppo musicale norvegese Leprous, pubblicato il 25 agosto 2017 dalla Inside Out Music.

## Descrizione
Anticipato tra giugno e agosto dai singoli From the Flame, Stuck e Illuminate, si tratta del primo album in studio del gruppo a non figurare in formazione il chitarrista Øystein Landsverk, che ha abbandonato il gruppo dopo 13 anni di permanenza ed è stato rimpiazzato da Robin Ognedal; Malina rappresenta inoltre il primo album con il bassista Simen Daniel Børven in qualità di membro ufficiale della formazione.
Per l'album era stato registrato anche il brano Golden Prayers, che però è stato escluso e poi pubblicato come singolo il 1º giugno 2018; questo perché secondo il gruppo «funzionava meglio come singolo stand-alone» piuttosto come parte integrante dell'album.

## Stile musicale
Dal punto di vista musicale l'album si distacca dal precedente The Congregation per le sonorità rock, con solamente brevi sezioni metal, mantenendo pur sempre le strutture progressive tipiche dei Leprous. Oltre alle ritmiche jazz e ad alcuni passaggi djent, presenti anche negli album precedenti, Malina si caratterizza per l'ampio uso della musica elettronica, per alcuni momenti orchestrali, per le atmosfere più malinconiche e per le melodie vocali molto orecchiabili e insieme emotive.

## Tracce
1. Bonneville – 5:28 (Einar Solberg)
2. Stuck – 6:48 (testo: Tor Oddmund Suhrke, Einar Solberg – musica: Einar Solberg)
3. From the Flame – 3:51 (testo: Tor Oddmund Suhrke – musica: Einar Solberg, Tor Oddmund Suhrke)
4. Captive – 3:43 (testo: Tor Oddmund Suhrke – musica: Einar Solberg)
5. Illuminate – 4:21 (testo: Tor Oddmund Suhrke – musica: Einar Solberg, Baard Kolstad)
6. Leashes – 4:09 (testo: Tor Oddmund Suhrke – musica: Einar Solberg)
7. Mirage – 6:48 (testo: Einar Solberg, Milica Maric – musica: Einar Solberg)
8. Malina – 6:15 (Einar Solberg)
9. Coma – 3:55 (testo: Tor Oddmund Suhrke – musica: Einar Solberg)
10. The Weight of Disaster – 6:00 (testo: Tor Oddmund Suhrke – musica: Einar Solberg)
11. The Last Milestone – 7:30 (Einar Solberg)

Traccia bonus (Limited Mediabook-CD Edition, 2 LP)
1. Root – 4:08 (testo: Tor Oddmund Suhrke – musica: Einar Solberg)

## Formazione
Gruppo
- Einar Solberg – voce, tastiera
- Tor Oddmund Suhrke – chitarra
- Robin Ognedal – chitarra
- Simen Børven – basso
- Baard Kolstad – batteria

Altri musicisti
- Raphael Weinroth-Browne – violoncello, strumenti ad arco

Produzione
- David Castillo – produzione, registrazione
- Fredrik Klingwall – produzione tastiera
- Jens Bogren – missaggio
- Tony Lindgren – mastering
- Linus Corneliusson – montaggio

## Classifiche
| Classifica (2017)         | Posizione massima |
| ------------------------- | ----------------- |
| Austria                   | 42                |
| Belgio (Fiandre)          | 52                |
| Belgio (Vallonia)         | 138               |
| Finlandia                 | 23                |
| Francia                   | 182               |
| Germania                  | 34                |
| Paesi Bassi               | 68                |
| Stati Uniti (heatseekers) | 21                |
| Svizzera                  | 39                |